# Jánisz Maniátisz
Jánisz Maniátisz (görögül: Γιάννης Μανιάτης) (Livadiá, Görögország, 1986. október 12. –)  görög válogatott labdarúgó. Hátvédként és középpályásként is bevethető. A görög válogatott tagjaként ott volt a 2012-es Európa-bajnokságon.

## Pályafutása

### Panióniosz
Maniátisz a Thíva ifiakadémiáján játszott, amikor 17 éves korában felfigyeltek rá a Panióniosz játékosmegfigyelői. 2003-ban le is igazolta a klub. 2004-ben debütált az első csapatban, és hamar állandó tagja lett a kezdőnek. 2009-ben az AÉK, az Olimbiakósz és a Panathinaikósz is szerette volna leigazolni, de meghosszabbította szerződését a Panióniosszal.

### Olimbiakósz
2011 januárjában az Olimbiakósz az AÉK-ot megelőzve leigazolta Maniátiszt. Egy Marseille elleni Bajnokok Ligája-meccsen a klub sújtó sérüléshullám miatt védekező középpályásként kellett pályára lépnie. Meglepetésre olyan jó teljesítményt nyújtott, hogy megválasztották a találkozó legjobbjának. Azóta is gyakran lép pályára középpályásként, korábban leginkább jobbhátvédként játszott.

## Válogatott
Maniátisz 2010. augusztus 11-én, egy Szerbia elleni meccsen mutatkozott be a görög válogatottban. Bekerült a 2012-es Európa-bajnokságra utazó keretbe.

## Sikerei, díjai
- Olimbiakósz
  - Görög bajnok: 2010–11, 2011–12, 2012–13, 2013–14, 2014–15, 2015–16
  - Görög kupagyőztes: 2011–12, 2012–13, 2014–15

- Standard Liège
- Belga kupagyőztes: 2015–16

## Fordítás
- Ez a szócikk részben vagy egészben  az   Ioannis Maniatis című angol Wikipédia-szócikk fordításán alapul.  Az eredeti cikk szerkesztőit annak laptörténete sorolja fel. Ez a jelzés csupán a megfogalmazás eredetét és a szerzői jogokat jelzi, nem szolgál a cikkben szereplő információk forrásmegjelöléseként.

## Külső hivatkozások
- Adatlapja a TransferMarkt.de-n
- Statisztikái a Guardian-on
- Profilja az Olimbiakósz honlapján